# La Tercera
La Tercera (sp: den tredje) är en chilensk tidning som grundades 1950.
La Tercera är en av Chiles största tidningar. Tidningen är huvudsakligen en tidning för Santiago-regionen, men ges ut över hela landet.